# Jakob Nirschl
Jakob Nirschl (Peißenberg, 23 aprile 1925 – Tutzing, 11 giugno 1997) è stato un bobbista tedesco.

## Biografia
Viene ricordato come vincitore di una medaglia di bronzo nella sua disciplina, ottenuta ai campionati mondiali del 1955 (edizione tenutasi a St. Moritz, Svizzera) insieme ai suoi connazionali Franz Schelle, Hans Henn e Edmund Koller
Nell'occasione l'argento e l'oro andarono alle nazionali svizzere.